# 玉山號船塢運輸艦 (2021年)
玉山號船塢運輸艦（英語：Yu Shan，舷號LPD-1401），為中華民國海軍的兩棲船塢運輸艦，是玉山級首艦，隸屬海軍一五一艦隊。

## 艦歷
2019年5月6日，於台灣國際造船舉行開工典禮。
2021年1月17日，玉山號結合複合性材料興建的新型高塔式匿蹤式舷頂全貌，首度曝光。3月18日，舉行豎桅儀式 。4月13日，舉行命名與下水典禮，並命名為「玉山軍艦」，用此名有傳承之意，因為以前山字級巡防艦就有一艘名為玉山。
2022年6月14日，玉山號在台船船塢進行測試時，突然發生船艙後段進水事件。對此，台船表示，此事係在進行測試過程中的事件，均已即時完成排除不影響既定工作與測試計畫。7月4日，軍方證實玉山艦目前正在進行靜態碼頭測試，近日將接續下一階段的海上測試。9月，已完成載台系統與艙面艤裝，及各項武器系統海上戰術測試合格，9月30日，在高雄舉行交艦典禮，玉山艦首任艦長為陳銘澤上校。
2023年6月19日，上午舉辦成軍典禮，並正式投入戰備序列。
2023年9月11日，日前玉山艦進行保養，海軍後勤維保人員發現玉山艦大軸的軸承套磨耗嚴重。原因為何，海軍正在了解中。台船公司晚間說明，玉山艦施工過程依照廠商計算標準，並非船廠施工瑕疵。軸承磨耗部分，依保固條款提供新品更換。台船表示，玉山艦機艙部分軸套正常，主要是船外浸泡海水區域的軸套磨耗。由於玉山艦經常在近岸海域操作，海水雜質較多，是否為磨耗較多的原因，有待進一步釐清。
2025年2月18日「TikTok」出現一部影片，內容為玉山艦與美軍補給艦共同航行，並準備接受美軍艦供油的畫面。

## 圖集

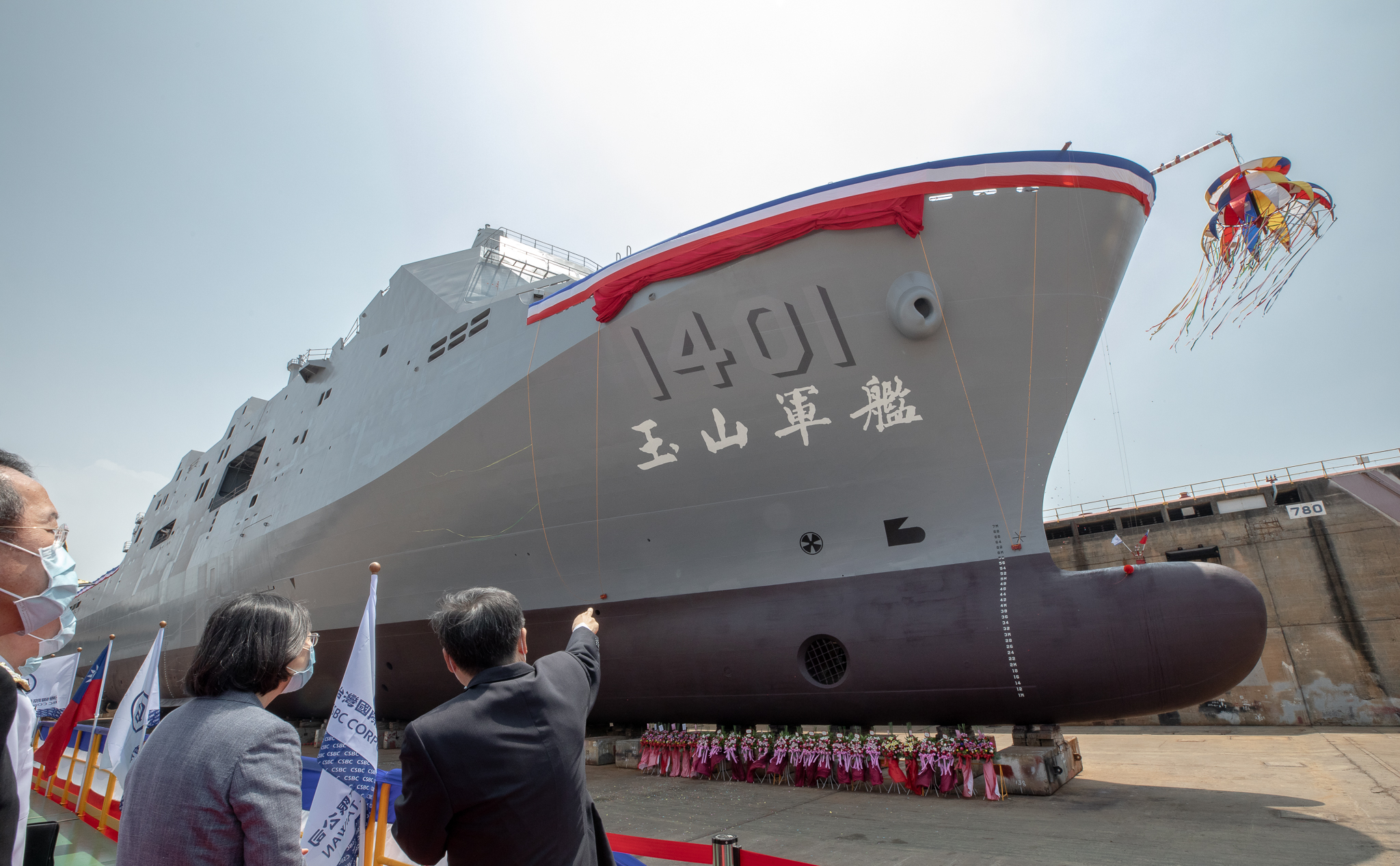
玉山艦命名暨下水典禮
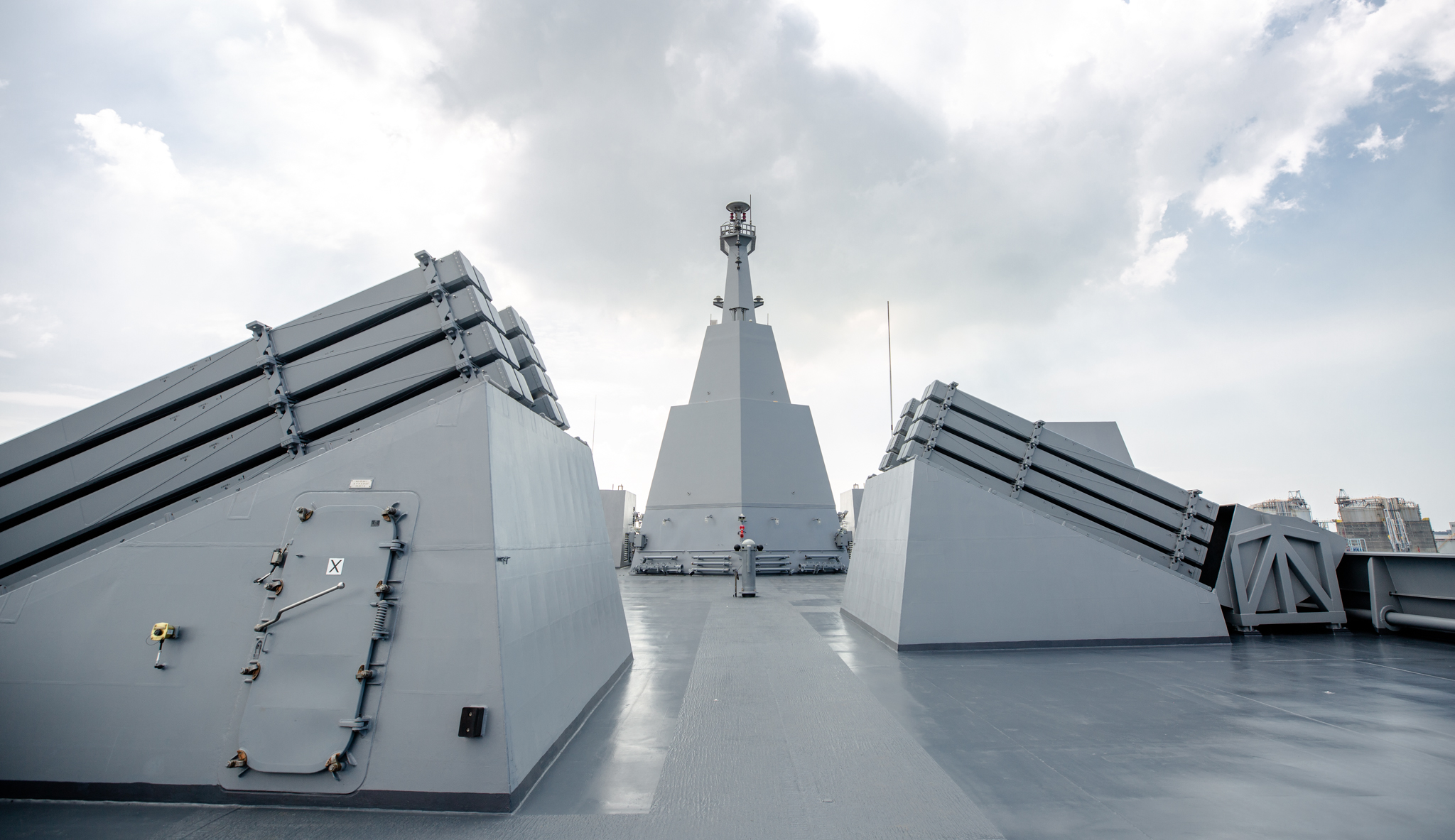
玉山艦後主桅塔與4座八聯裝海劍二型防空飛彈發射器